# روشن مثل عشق، تاریک مثل مرگ
روشن مثل عشق، تاریک مثل مرگ (به کردی: Ronî Mîna Evînê Tarî Mîna Mirinê) رمانی است که توسط محمد اوزون نویسندۀ‌ کرد اهل ترکیه به به زبان کردی و گویش کرمانجی نوشته شده‌است. این رمان هفده فصل دارد که هر کدام عنوان جداگانه خود را دارند.

## خلاصۀ داستان
رمان داستان سرگذشت پسربچه‌ای کرد به نام «باز» است که در زمان حملۀ ارتش ترکیه به کردستان به همراه مردم روستا به غاری پناه می‌برد. سربازان ارتش غار را کشف و محاصره کرده و آن را به آتش می‌کشند. «باز» پس از فروکش‌کردن زنده از غار بیرون می‌آید،‌ و یکی از فرماندهان ارتش که خود فرزندی ندارد او را به فرزندی می‌پذیرد. باز در آن خانوادۀ ترک بزرگ شده و افسر ارتش ترکیه می‌شود و سال‌ها بعد در جریان جنگ به کردستان اعزام می‌شود. او در آنجا دختر کردی را اسیر کرده و به او دل می‌بندد.

## ترجمه به ترکی
«روشن مثل عشق، تاریک مثل مرگ»، ششمین رمان محمد اوزون بود و در سال ۱۹۹۸ در استانبول منتشر شد. این رمان توسط محسن کیزیل‌کایا به زبان ترکی استانبولی ترجمه شد و در سال ۲۰۰۰ از سوی انتشاراتی «گنداس کولتور» به چاپ رسید. ترجمه ترکی آن در ترکیه محبوبیت بسیاری یافت و بیش از نوزده بار تجدید چاپ شد. 
در آغاز سال ۲۰۰۱، دادگاه امنیتی دولتی استانبول، محمد اوزون را بخاطر فعالیت‌های ادبی‌اش به «پشتیبانی از تروریسم» متهم نموده و به پنج سال زندان محکوم کرد. بعداً فشار بین‌المللی باعث تبرئه شدن محمد اوزون شد.

## ترجمه به فارسی
رمان «روشن مثل عشق، تاریک مثل مرگ» از سوی رضا کریم مجاور به زبان فارسی ترجمه و توسط نشر افراز با مشخصات زیر در تهران به چاپ رسیده‌است:
- اوزون،‌ محمد، روشن مثل عشق، تاریک مثل مرگ، ترجمۀ رضا کریم‌مجاور، تهران: افراز، چاپ اول: ۱۳۹۶.